# 铺散眼子菜
铺散眼子菜（学名：Potamogeton pectinatus var. diffusus）为眼子菜科眼子菜属下的一个变种。

## 扩展阅读
- 維基物種上的相關：铺散眼子菜